# Metropolitano de Lima
O Metrô de Lima, oficialmente Metro de Lima y Callao, é um sistema de metropolitano que opera na Região Metropolitana de Lima, no Peru. É operado pela GyM y Ferrovías S.A..
É composto atualmente por uma única linha em operação, a Linha 1, que possui 26 estações e 34,4 km de extensão. O sistema entrou em operação no dia 11 de julho de 2011. A Linha 2 e a Linha 4 encontram-se em implantação, enquanto que a Linha 3 encontra-se em projeto.
Atualmente, atende a Região Metropolitana de Lima por meio de estações situadas em 13 distritos da região metropolitana. O sistema transporta uma média de 340 mil passageiros por dia.

## História

### Projeto Inicial
Entre 1972 e 1973, o consórcio "Metrolima", formado pela empresa peruana Electrowatt Ingenieros Consultores SA e pela alemã Lahmeyer International GmbH, elaborou o estudo de viabilidade técnico-econômico e o anteprojeto do "Sistema de Transporte Rápido Masivo de Pasajeros en el Área Metropolitana de Lima-Callao", aprovado pelo Governo Revolucionário das Forças Armadas do Peru em 1974. Infelizmente, diversos fatores como a crise política causada pela doença súbita do presidente do Peru, na época o General Velasco Alvarado, o fato do local estar situado em uma zona altamente sísmica e a crise econômica internacional daquela época impossibilitaram a obtenção do financiamento de US$ 317.000.000 na época. Dessa maneira, o projeto do "Metrolima", que contemplava um total de 5 linhas subterrâneas, foi arquivado permanentemente.

### Início das Obras e Paralisação

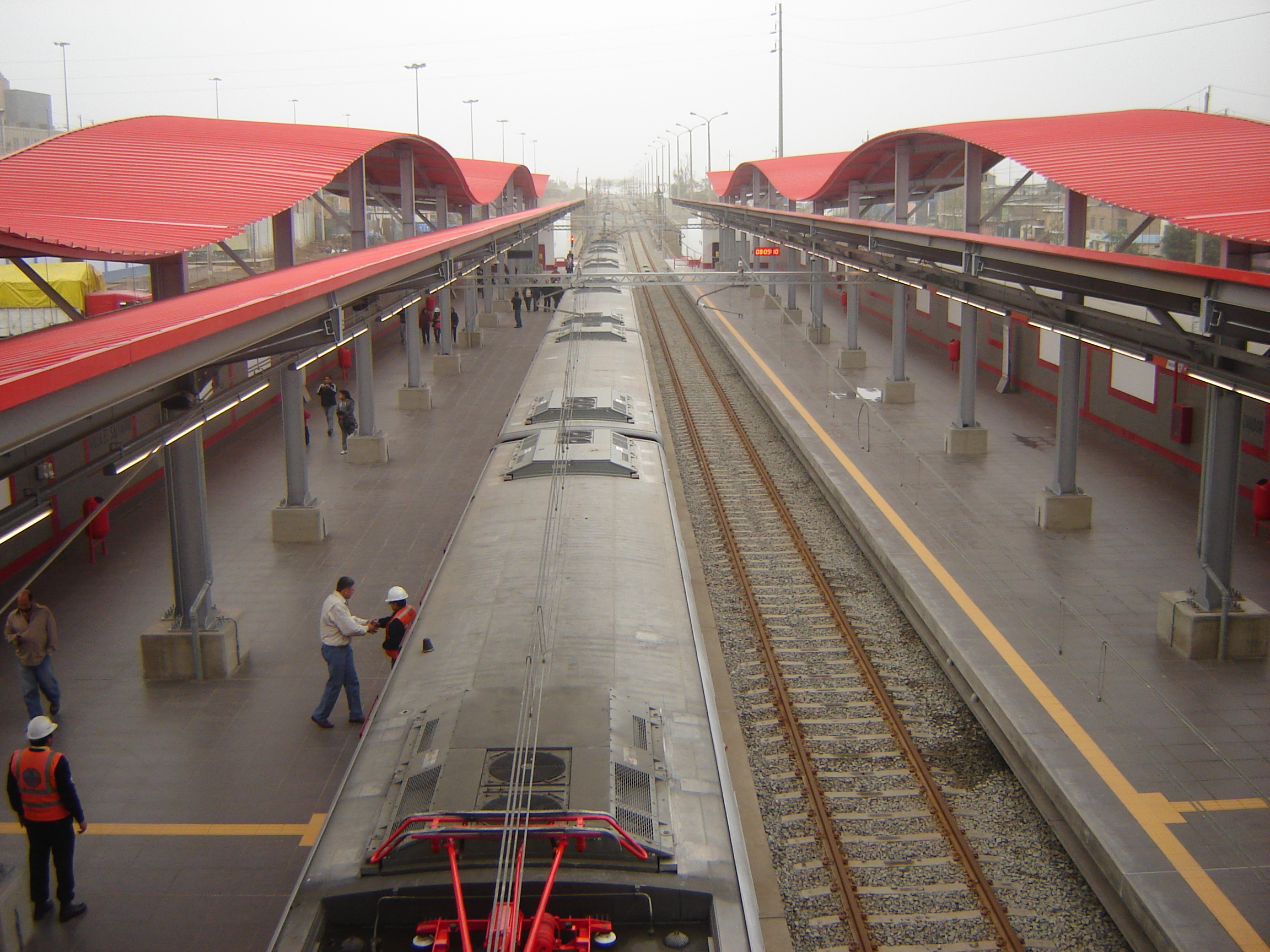
Estação Villa El Salvador, inaugurada em 1990 quando a Linha 1 ainda não havia sido concluída.

Em 1986, o primeiro governo de Alan García criou a "Autoridad Autónoma del Proyecto Especial Sistema Eléctrico de Transporte Masivo de Lima y Callao" pelo Decreto Supremo N° 001-86 - MIPRE e com o auxílio da Lei N° 24565. Esse órgão convocou um concurso público para a implementação do metrô e quem venceu foi o "Consorcio Tralima" da Itália. Este consórcio prontamente começou a construção da infraestrutura da via em elevado.
Em 18 de outubro de 1986 foi colocada a "pedra fundamental" para o que hoje é a Linha 1. Esta linha foi a principal promessa feita em 1987 pelo recém-eleito prefeito de Lima, Jorge del Castillo. As obras começaram com uma oficina de pátio de 120.000 m², no distrito de Villa El Salvador, ao sul da cidade, destinada ao estacionamento dos comboios e à manutenção dos mesmos. A construção avançou de forma relativamente rápida durante dois anos, mas quando a Linha 1 chegou ao distrito de San Juan de Miraflores (especificamente ao chegar na Estação Atocongo) o país entrou em uma profunda crise econômica e social, o que levou a obra ser paralisada após um investimento de 226 milhões de dólares em cofinanciamento com o governo italiano. O seu trajeto original era continuar pela Avenida Aviación até chegar ao Hospital 2 de Mayo, no centro de Lima, mas o orçamento havia se esgotado e isso, juntamente com vários questionamentos à transparência na gestão dos recursos e outros fatores como a inflação e o terrorismo (esse último deixou a capital sem energia por longos períodos), fizeram a obra ficar paralisada.

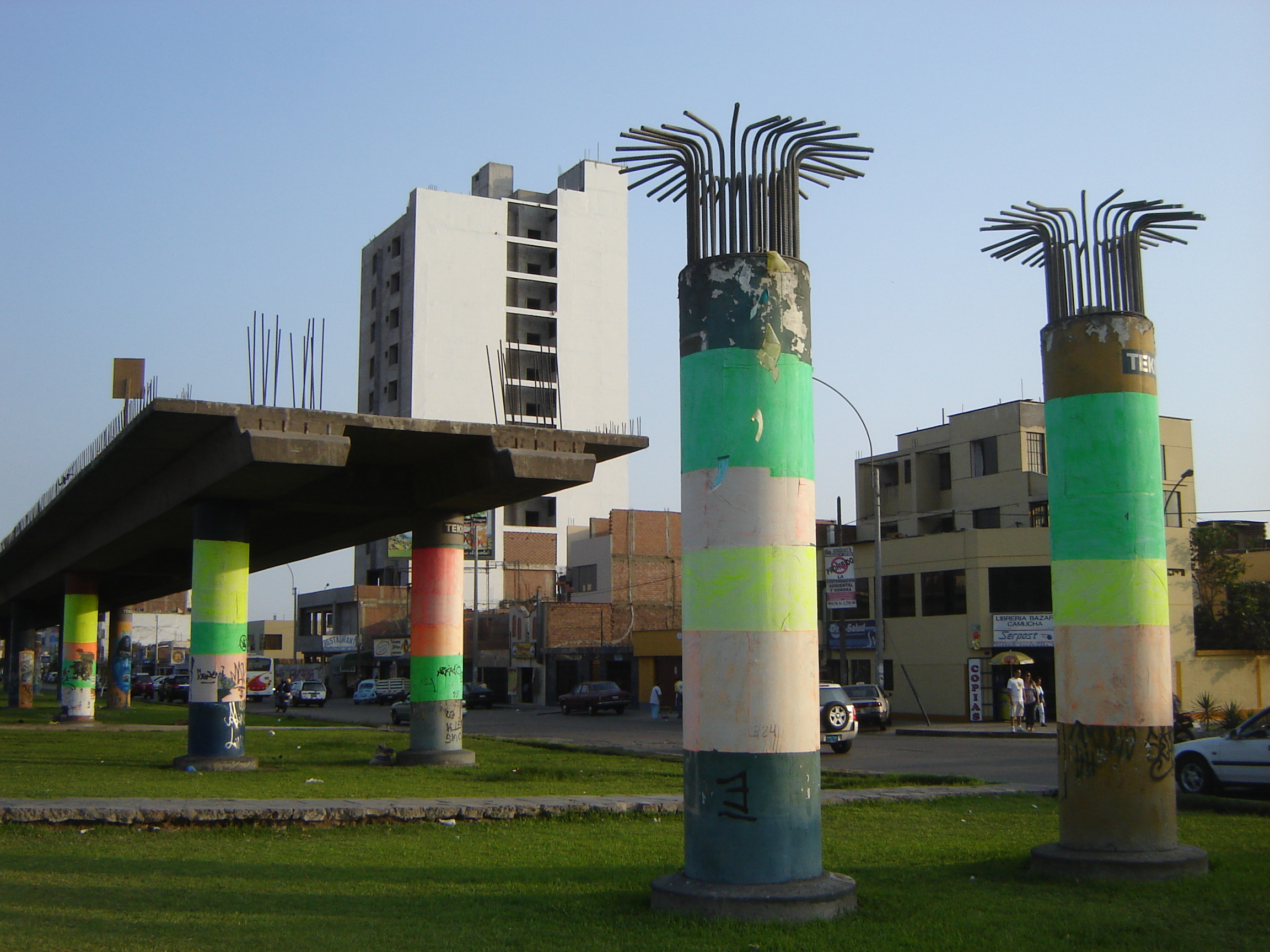
A construção do viaduto da Linha 1 ficou paralisada por mais de 20 anos até o reinício das obras em 2010.

Em 28 de abril de 1990, a três meses do fim do primeiro governo aprista, Alan García ordenou a inauguração da obra. No entanto, com uma extensão curta (9,2 km) que não chegava a entrar nos distritos centrais e de maior demanda, a Linha 1 se tornou uma linha inacessível para a maior parte da população. Por essa razão, os trens operavam vazios para evitar a deterioração e excepcionalmente transportava passageiros de forma gratuita quando as empresas de transportes da capital paralisaram os trabalhos por causa de uma reivindicação sindical.
Em várias ocasiões, os candidatos a prefeito e a presidente prometeram a conclusão do projeto, embora isso nunca tenha acontecido. Assim, dada a inoperatividade do sistema, os distritos por onde passava a via do metrô começavam a "cobrir" os pilares abandonados e os trechos não concluídos para tentar diminuir, de alguma forma, o impacto negativo provocado à paisagem urbana. Assim, no acostamento central da Avenida Aviación, colocou-se grama a fim de impedir o comércio ambulante (que na época era um grave problema em Lima). Foram plantadas árvores e videiras, além de plantas que escalavam os pilares inacabados. Alguns distritos também pintaram suas colunas e muros com paisagens peruanas, como uma forma de assumir que as obras havia sido abandonadas.
Em 5 de agosto de 2001, a AATE passou às mãos do Governo Metropolitano de Lima pelo Decreto de Emergência N° 058-2001, dando esperanças de que o projeto seria retomado. No entanto, o metrô continuou operando com viagens sem passageiros para evitar a deterioração dos trens. Dessa forma, o projeto chegaria a 20 anos abandonado.
No ano de 2005, a Secretaría Técnica del Consejo de Transporte de Lima y Callao (instituição no âmbito do Ministério dos Transportes e Comunicações - MTC) solicitou à Agencia de Cooperación Técnica del Japón (JICA) a formulação de um Plano Diretor de Transporte Urbano que considerasse uma rede de sete linhas para o Metrô de Lima. No entanto, o plano foi rejeitado.

### Retomada do Projeto

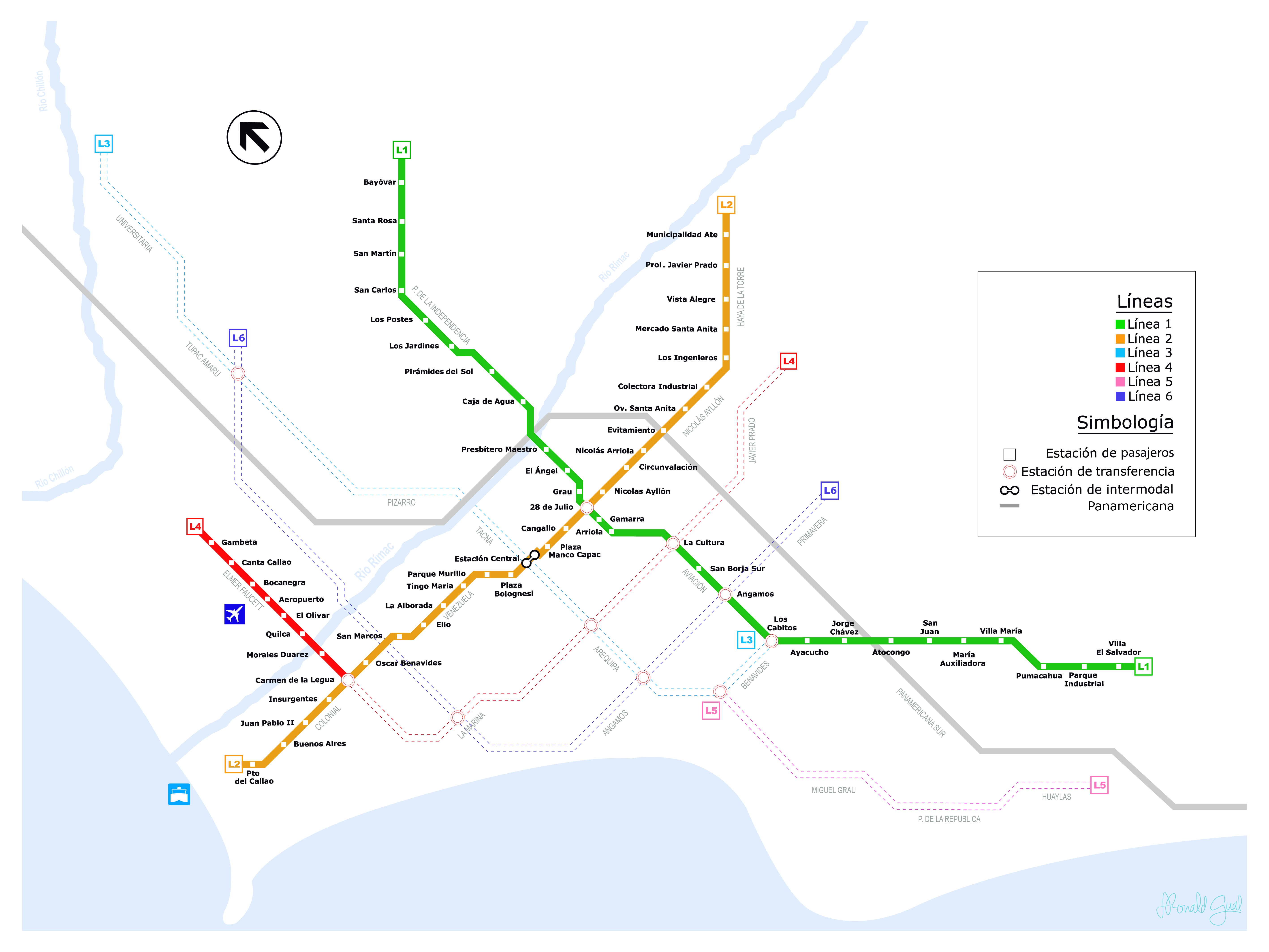
Mapa do Metrô de Lima, incluindo as linhas 1, 2 e 4.

No ano de 2009, o governo decidiu que o Ministério dos Transportes e Comunicações (MTC) iria continuar na administração da Autoridad Autónoma del Sistema Eléctrico de Transporte Masivo de Lima y Callao (AATE), autorizando uma agência do ministério chamada Provias Nacional a organizar um concurso internacional para selecionar a empresa que executará as obras civis do trecho faltante do lote 1 da Linha 1, além de instalar os equipamentos eletromecânicos do mesmo. O financiamento da obra veio de uma operação de endividamento externo com a Corporación Andina de Fomento (CAF) de US$ 300.000.000, aprovado em 18 de agosto de 2009. No dia 2 de dezembro do mesmo ano, o Ministério autorizou ao Consorcio Tren Eléctrico de Lima, formado pela empresa brasileira Odebrecht (atual OEC) e pela peruana Graña y Montero, a executar as obras. A construção da continuação da Linha 1 do Metrô de Lima começou no dia 2 de março de 2010.
Nesse contexto, o governo emitiu o Decreto Supremo N° 059-2010-MTC que aprovou a "Red Básica del Metro de Lima". Esse dispositivo foi destinado a fornecer o quadro jurídico para a implementação do sistema como um todo, considerando em seu projeto a recente consorciada Linha 1, além de outras linhas que seriam construídas no futuro.

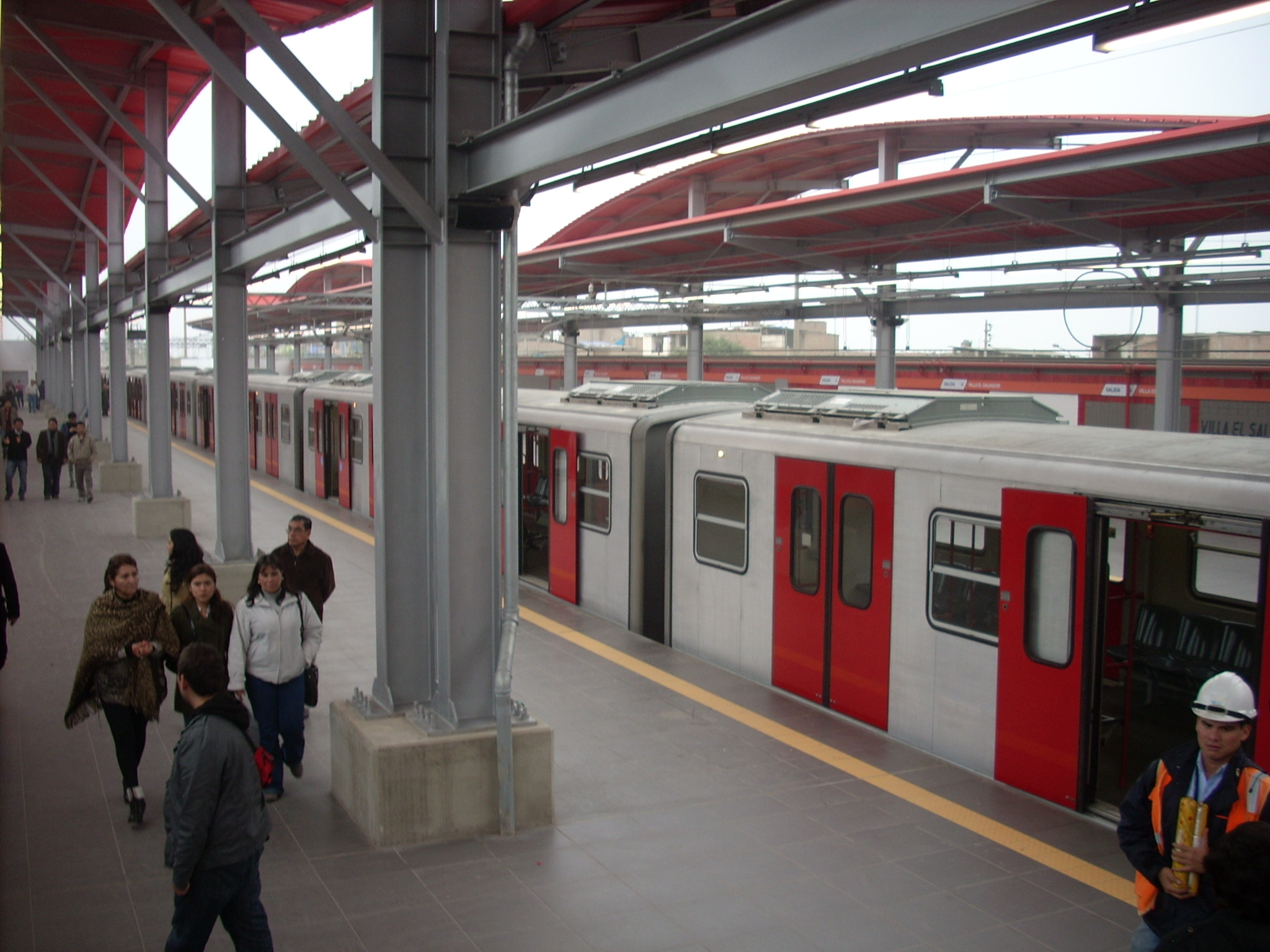
Trem parado na Estação Villa El Salvador, em 2011.

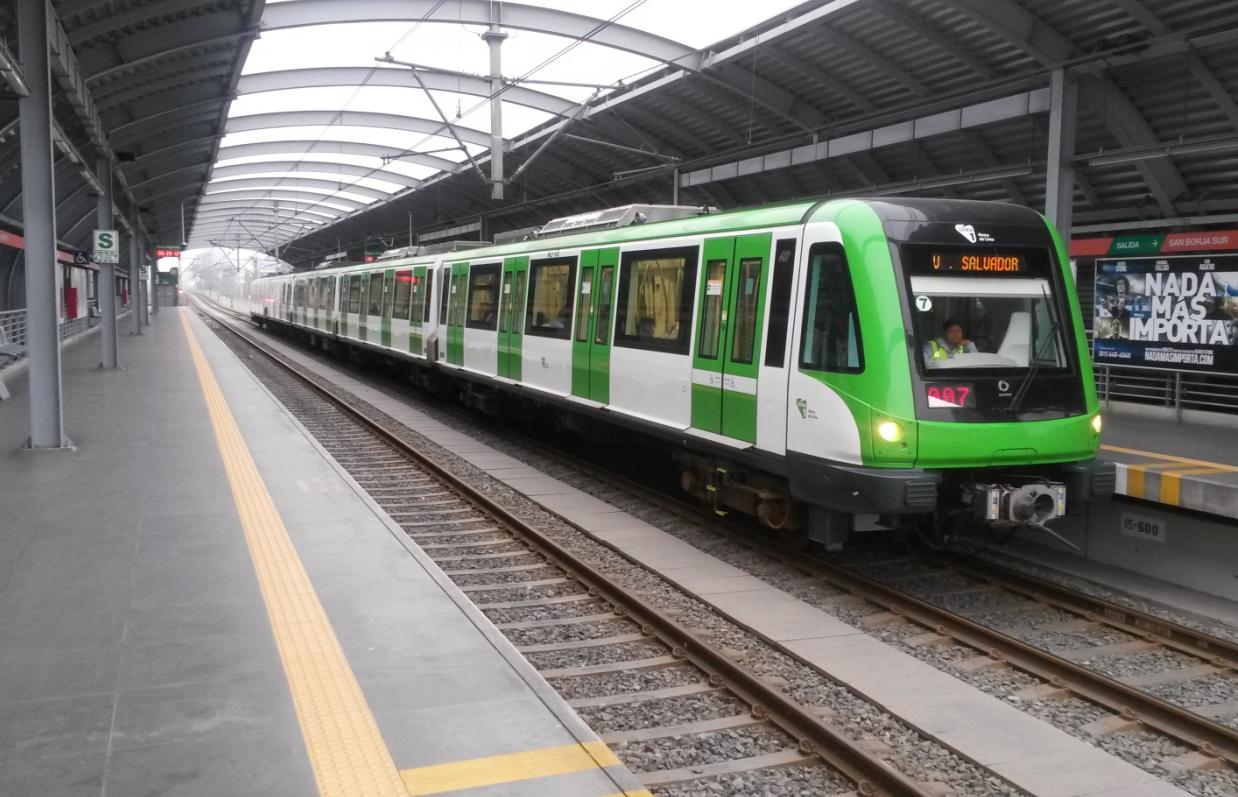
Trem da Linha 1 na Estação San Borja Sur.

Em janeiro de 2011, as obras da Linha 1 estavam praticamente terminadas, restando somente a eletrificação da nova via, que estaria a cargo da empresa alemã Siemens, e a renovação do material circulante pelo seu fabricante original, a italiana AnsaldoBreda. Em paralelo, o Ministério dos Transportes e Comunicações (MTC) organizou em conjunto com a Agencia de Promoción de la Inversión Privada (Proinversión) um novo concurso para selecionar quem iria operar o sistema. O operador escolhido foi o Consorcio Tren Lima - Línea 1, formado pela empresa peruana Graña y Montero e pela argentina Ferrovías, operadora da Linha Belgrano Norte e de outros serviços ferroviários em Buenos Aires. O consórcio formado pela GyM y Ferrovías forneceu o material rodante faltante, composto por 7 trens adicionais e 48 vagões adicionais aos trens existentes. O consórcio assumiu a operação do metrô por um período de 30 anos. O lote 1 da Linha 1 foi inaugurado em 11 de julho de 2011 pelo presidente Alan García Pérez, em uma cerimônia realizada na Estação Miguel Grau. Em 11 de outubro de 2011, a Autoridad Autónoma del Tren Eléctrico (AATE) passou à GyM Ferrovías S.A. a operação do Metrô de Lima. No mesmo mês se iniciaram os testes sem passageiros da Linha 1. A partir de 3 de janeiro de 2012 se iniciaram as pré-operações em 9 estações (Villa El Salvador, Parque Industrial, María Auxiliadora, Jorge Chávez, Ayacucho, Angamos, San Borja Sur, Nicolás Arriola e Gamarra) em horário limitado. Em 6 de janeiro entraram em operação as outras estações em horário completo (as 6:00 até 21:00), e entre 9 de janeiro e 4 de abril as viagens foram gratuitas para todos os passageiros. A operação comercial se iniciou em 5 de abril de 2012 com a cobrança pelo uso do serviço, sendo usado para isso um cartão recarregável que pode ser adquirido em todas as estações.
Em paralelo, o Ministério dos Transportes e Comunicações (MTC) anunciou um concurso internacional para a construção da segunda etapa da Linha 1, que liga a Estação Miguel Grau com o distrito de San Juan de Lurigancho. Em 10 de novembro de 2011 se iniciaram os trabalhos preliminares de construção do segundo lote da Linha 1, a poucos metros do final do viaduto já construído, no cruzamento das Avenidas Aviación e Grau, em frente ao quartel Barbones no centro de Lima. Em 10 de abril de 2012 foi oficialmente lançada a pedra fundamental da construção e se deu início as obras de grande envergadura. Depois de quase dois anos de trabalhos, concluiu-se o lote 2 e os aproximadamente 35 quilômetros do projeto da Linha 1, interligando assim 11 distritos de Lima, entre Villa El Salvador e San Juan de Lurigancho. Foram construídos 12,5 quilômetros de vias em elevado, com 10 estações e duas grandes pontes sobre o Rio Rímac e a Via de Evitamiento. A obra foi entregue em 12 de maio de 2014, e depois de três meses de testes sem passageiros, no dia 25 de julho de 2014 foi iniciada a operação comercial da linha como um todo, permitindo viagens entre Villa El Salvador e San Juan de Lurigancho em 54 minutos, em contradição com as três horas que eram levadas de ônibus nos horários de pico. A conclusão total da Linha 1 foi um dia histórico para a cidade de Lima pois sua construção levou mais de duas décadas.

### Expansão

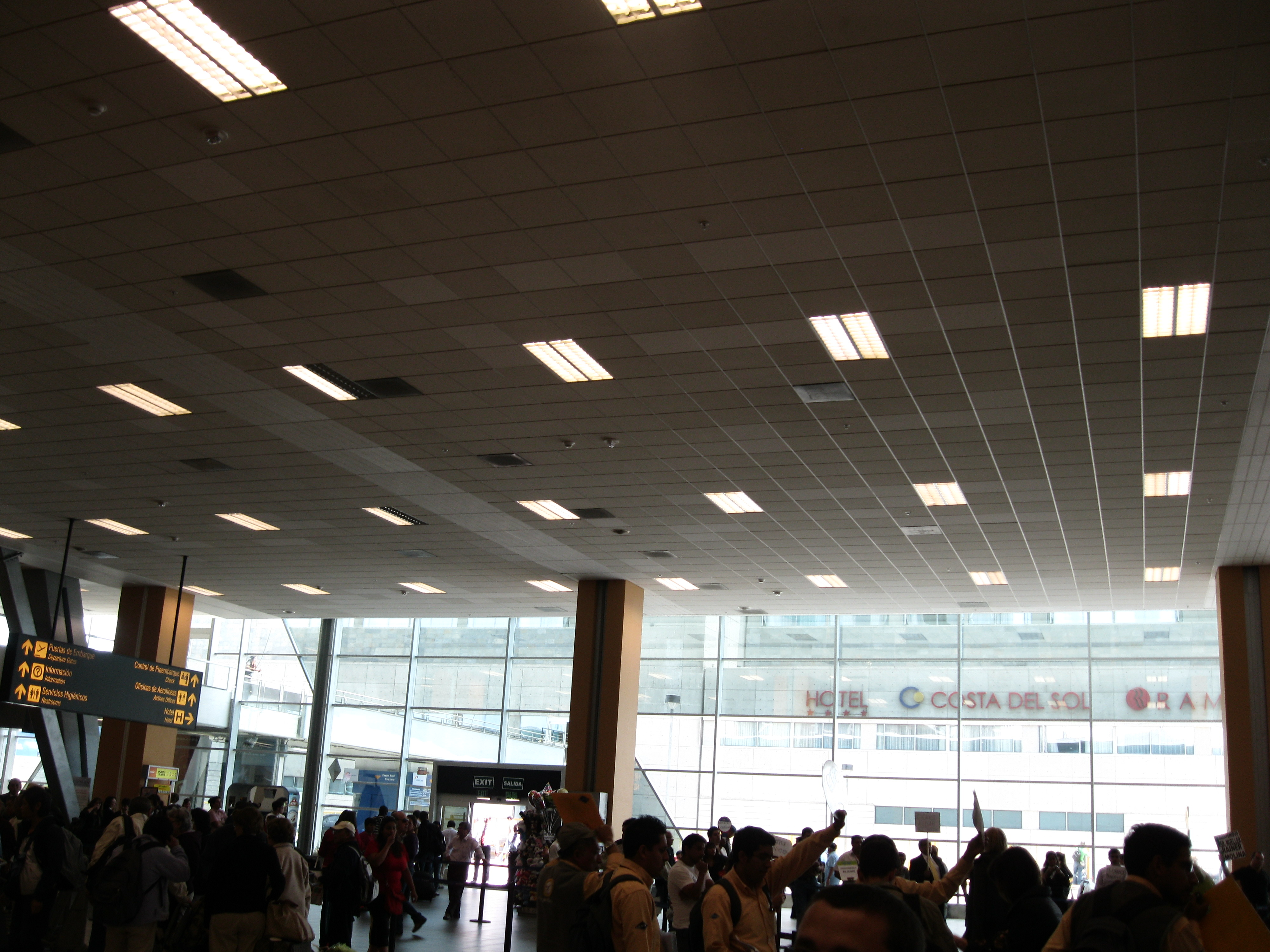
Aeroporto Internacional Jorge Chávez, que será beneficiado com a Linha 2.

Em 15 de fevereiro de 2012, o presidente Ollanta Humala anunciou a decisão do Governo Federal em construir a Linha 2. A agência estatal ProInversión ficou encarregada do projeto, preparando os estudos de viabilidade econômica em coordenação com o Ministério dos Transportes e Comunicações para, em seguida, realizar a chamada de um concurso internacional a fim de entregar a concessão do projeto para investidores privados. No dia 28 de março de 2014, o Consorcio Nuevo Metro de Lima venceu o concurso, dando início às obras em 29 de dezembro do mesmo ano, com uma cerimônia formal que contou com a presença do presidente do Peru, Ollanta Humala. Como planejado, a empresa contratada ficou responsável por construir a Linha 2, que será totalmente subterrânea e ligará as partes leste e oeste da cidade, além de se conectar com a Linha 1 na futura Estação 28 de Julio e com o sistema de ônibus, conhecido como Metropolitano, na Estação Central. Além disso, o consórcio ficou encarregado em construir um trecho de 8 km da Linha 4, que ligará as partes norte e sul da cidade, desde a Estação Carmen de la Legua, em Callao, até o Anel 200 Millas, conectando-se com o Aeroporto Internacional Jorge Chávez.
Em paralelo, o governo anunciou que iria construir a Linha 3, que também ligará as partes norte e sul da cidade, para a qual o consórcio formado pelas empresas europeias Price Water House Coopers, Ingerop, Metropolitana Milanese e Alpha Consult realizou os estudos de viabilidade econômica. Esses estudos foram concluídos em abril de 2015, e após serem aprovados se conhecerá o trajeto da linha e o prazo para o início das obras.

## Linhas
O sistema é composto por uma única linha em operação, a Linha 1, além de mais 2 em obras. Cada linha é identificada por um algarismo e uma cor. A Linha 1, inaugurada em 2011, é constituída atualmente por 26 estações e 34,4 km de extensão.
A tabela abaixo lista o nome, a cor distintiva, as estações terminais, o ano de inauguração, a extensão e o número de estações tanto das linhas que estão em operação quanto das linhas em implantação:
| Linha | Cor      | Terminais                               | Ano de inauguração | Extensão | N.º de estações |
| ----- | -------- | --------------------------------------- | ------------------ | -------- | --------------- |
|       | Verde    | Villa El Salvador ↔ Bayóvar             | 2011               | 34,4 km  | 26              |
|       | Amarela  | Puerto de Callao ↔ Municipalidad de Ate | Em obras           | 27,0 km  | 27              |
|       | Vermelha | Carmen de la Legua ↔ Gambeta            | Em obras           | 8,0 km   | 8               |

## Estações
O sistema é composto por 26 estações em operação, das quais 6 são superficiais e 20 são elevadas. Além destas, mais 35 estações encontram-se em construção. As estações, tanto as que estão em operação quanto as que estão em implantação, são listadas a seguir:
| · Linha 1 | - Villa El Salvador - Parque Industrial - Pumacahua - Villa María - María Auxiliadora - San Juan - Atocongo - Jorge Chávez - Ayacucho - Cabitos - Angamos - San Borja Sur - La Cultura - Nicolás Arriola - Gamarra - 28 de Julio - Miguel Grau - El Ángel - Presbítero Maestro - Caja de Agua - Pirámide del Sol - Los Jardines - Los Postes - San Carlos - San Martín - Santa Rosa - Bayóvar                                                                              |
| · Linha 2 | - Puerto de Callao - Buenos Aires - Juan Pablo II - Insurgentes - Carmen de la Legua - Oscar R. Benavides - San Marcos - Elio - La Alborada - Tingo María - Parque Murillo - Plaza Bolognesi - Central - Plaza Manco Cápac - Cangallo - 28 de Julio - Nicolás Ayllón - Circunvalación - San Juan de Dios - Evitamiento - Óvalo Santa Anita - Colectora Industrial - Los Ingenieros - Mercado Santa Anita - Vista Alegre - Prolongación Javier Prado - Municipalidad de Ate |
| · Linha 4 | - Carmen de la Legua - Morales Duarez - Quilca - El Olivar - Aeropuerto Jorge Chávez - Bocanegra - Canta Callao - Gambeta |

## Material rodante
O material rodante é composto por trens de rolamento pneumático. Atualmente estão em operação 24 trens, fabricados pela empresa italiana AnsaldoBreda e pela francesa Alstom. A distribuição dos comboios pelas linhas será a seguinte:
- Linha 1: 24 trens
- Linha 2: 35 trens (a partir de 2020)
- Linha 4: 7 trens (a partir de 2020)

A tabela abaixo mostra o modelo, o fabricante e a patente dos diversos trens que circulam ou que circularão no sistema:
| Modelo/Série                     | Rolamento | Fabricante   | N° de Trens | Período de Fabricação | Ano de Entrega | País de Origem | Linhas |
| -------------------------------- | --------- | ------------ | ----------- | --------------------- | -------------- | -------------- | ------ |
| MB-300                           | Férreo    | AnsaldoBreda | 5           | 1989 - 1994           | 1994           | Itália         |        |
| Metrópolis 9000                  | Férreo    | Alstom       | 19          | 2011 - 2013           | 2013           | Espanha        |        |
| Metro Automático GoA4 Driverless | Férreo    | AnsaldoBreda | 5           | 2015 - 2016           | 2017           | Itália         |        |
| Metro Automático GoA4 Driverless | Férreo    | AnsaldoBreda | 37          | 2017 - 2020           | 2020           | Itália         |        |

## Tarifas

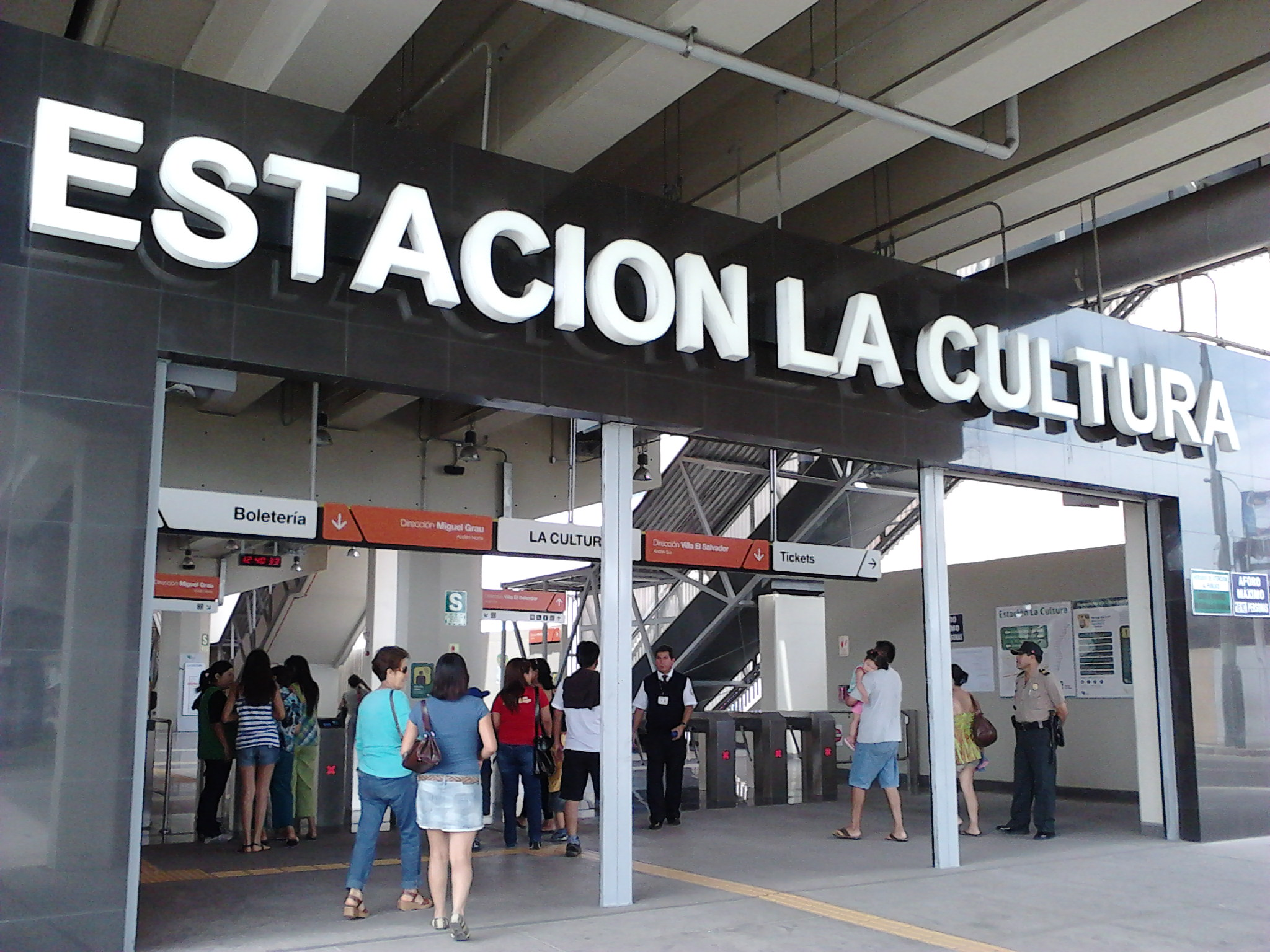
Catracas na Estação La Cultura.

Atualmente, a tarifa encontra-se determinada apenas para a Linha 1. No entanto, com a implementação das outras linhas, estudam-se as formas de integração tarifária que haverá entre as linhas. Há também propostas para a integração tarifária do sistema com as linhas de ônibus que utilizarão os corredores em construção.
O sistema de pagamento é realizado mediante um cartão inteligente recarregável, que deve ser colocado numa catraca a fim de o passageiro ter acesso ao sistema. Além disso, existem somente as versões de cartões para adultos (S/.1.50) e para estudantes (S/.0.75).
Os estudantes das diversas instituições de ensino, para usufruir do metrô, utilizam o chamado Cartão de Meia Passagem, que é adquirido sem custo mediante apresentação de documentos que atestem a condição de estudante. Também é utilizada a Licença de Meia Passagem, que é entregue pelo Ministério da Educação somente para estudantes de nível superior. Os estudantes também podem utilizar a versão para adultos caso não disponham de documentos suficientes para conseguir o Cartão de Meia Passagem.